# Batalhão de Operações Policiais Especiais
Pour l’article ayant un titre homophone, voir BOP.
Le Batalhão de Operações Policiais Especiais [bataˈʎɐ̃w dʒi opeɾaˈsõjs poliˈsjajs ispeˈsjajs] (Bataillon des opérations spéciales de police) ou BOPE est le groupe d'intervention d'élite de la police militaire de l'État de Rio de Janeiro au Brésil. Cette police militaire voit désormais son rôle axé sur la répression des gangs de narcotrafiquants en milieu urbain, les plus célèbres : Primeiro +3 do Capital (PCC), et le Comando Vermelho (CV). Un objectif devenu d'autant plus primordial pour le Brésil depuis les annonces en octobre 2007 de l’élection du Brésil comme pays hôte de la Coupe du monde de football de 2014 et en octobre 2009 de son élection comme pays hôte des Jeux Olympiques de 2016.

## Historique
Le BOPE a été créé le 19 janvier 1978 en tant que Cellule de la compagnie d'opérations spéciales (Núcleo da Companhia de Operações Especiais ou NuCOE), à la suite d'un projet élaboré et présenté par le Capitaine Paulo Cesar Amendola de Souza au commandant général de la Polícia militar, le Colonel Mário José Sotero de Menezes.
Au cours des années 1980, le NuCOE devint la compagnie d'opérations spéciales (Companhia de Operações Especiais ou COE), et changea peu après de dénomination pour devenir la Compagnie indépendante d'opérations spéciales (Companhia Independente de Operações Especiais ou CIOE), du fait d'une autonomie administrative. En 1991, il est finalement transformé en bataillon, mais demeure cantonné au Régiment Maréchal Caetano de Farias, siège notamment du Bataillon de Police de Choc et d'autres unités policières.
En 2000, le BOPE emménage dans ses propres installations, situées près de la favela Tavares Bastos, dans le quartier de Catete, dans le Sud de Rio. Ce quartier est considéré comme la favela la plus sûre de Rio.
Fin novembre 2010 : assaut conjoint mené sur le Complexo do Alemão, largement couvert par les médias.  2 600 hommes appuyés par des blindés et des hélicoptères contre 600 narcotrafiquants présumés du gang Comando Vermelho laisseront un bilan de 40 victimes. L'avancée sans encombre des forces de police et la présence d'une large couverture médiatique laisse planer le doute d'une possible fuite (volontaire ?) de l'opération ayant permis aux narcotrafiquants de se replier sur d'autres quartiers.
Dimanche 13 novembre 2011 : Opération Choc et Paix dans la favela de Rocinha. À 4 h 10 (6 h 10 GMT) dans les rues de ce bidonville de 120 000 habitants, les 2 000 policiers et militaires, protégés par des hélicoptères blindés, 18 véhicules blindés de la marine et 7 de la police militaire, ont verrouillé l'espace aérien et la circulation, s'attaquant à l'un des bastions des narcotrafiquants estimés par la police à 200 dans ce seul quartier. Cette opération s'est déployée après l'arrestation de mercredi à jeudi du trafiquant de drogue le plus recherché de Rio, Antonio Francisco Bomfim Lopes, alias "Nem", caché dans le coffre d'une voiture.

## Combat urbain
En raison de la nature de la criminalité dans les favelas, les unités du BOPE ont acquis une vaste expérience dans le combat urbain ainsi que dans la progression dans les environnements confinés et restreints. Ils utilisent également des équipements réputés plus puissants que ceux de la police classique, comme des armes chambrés en .50 BMG.

## Véhicules blindésCaveirões

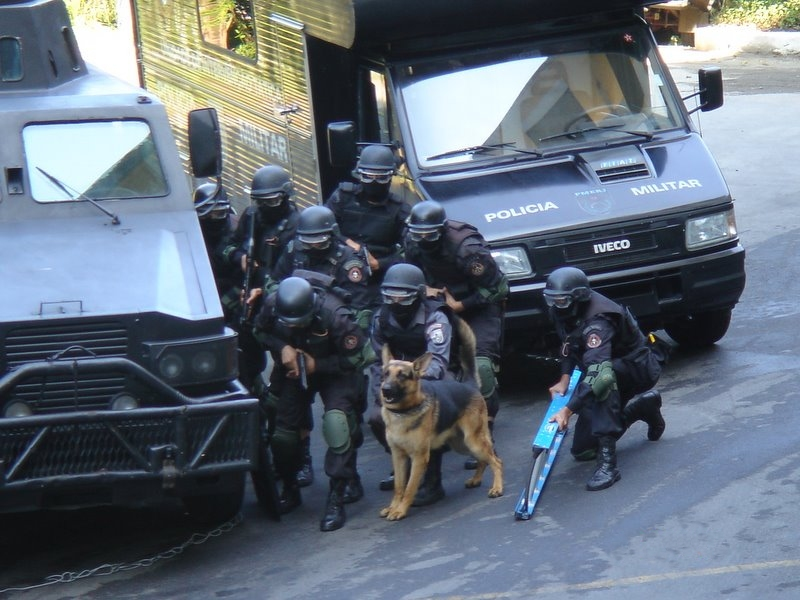
Hommes du BOPE utilisant le caveirão comme couverture.

L'unité dispose d'un parc de véhicules blindés, qui sont appelés "Pacificador" (Pacificateur), ou "Caveirão"  (Gros crâne). Ces véhicules sont utilisés pour effectuer des opérations dans les bidonvilles (favelas), où le BOPE doit faire face à d'intenses conflits avec les trafiquants de drogue. Ils sont équipés d'un armement lourd: meurtrières pour IMBEL MD-2, version brésilienne du fusil FAL belge, ou HK G3, et devant et derrière de mitrailleuses de calibre.50.

## Missions

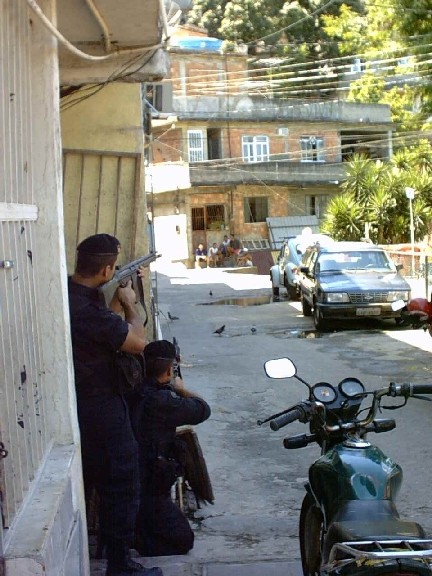
Opération dans une favela de Rio de Janeiro

- Destruction de barricades construites par des trafiquants de drogue ;
- Extraction de policiers ou de civils blessés lors d'affrontements ;
- Exécution de mandats d'arrêts à haut risque ;
- Sauvetages d'otages ;
- Répression de rébellions dans les prisons ;
- Missions spéciales dans les marécages ou les terrains montagneux.

## Critiques
En 2004, le rapport sur les exécutions extrajudiciaires de la New York University School of Law a indiqué que le BOPE a été impliqué dans l'assassinat de quatre jeunes gens sous le prétexte d'être des trafiquants de drogue qui ont résisté à l'arrestation : « les officiers du BOPE ont falsifié la scène du crime pour incriminer les victimes dans l'espoir de les faire paraître comme membres d'un gang de trafic de drogue. Aucune arme n'avait été trouvée sur les victimes, et aucun d'entre eux n'avait d'antécédents criminels » .
Amnesty International a déclaré que « les forces de police du Brésil ont recours à des méthodes violentes et répressives, qui se traduisent régulièrement par la violation des droits fondamentaux d’une grande partie de la population », et attribue un certain nombre de civils tués au BOPE en particulier.
En mars 2006, Amnesty a condamné expressément l'utilisation du Caveirão, indiquant que le véhicule se déployant agressivement, et ciblant des communautés entières sans discernement, « est devenu un symbole puissant des manquements politiques de la sécurité publique de Rio de Janeiro. Il est caractéristique de l'approche de confrontation et de division de la police dans la crise de la sécurité publique de Rio ». Amnesty a souligné les décès de civils résultants directement de l'utilisation du Caveirão, et a noté que le BOPE dans son ensemble, « a provoqué une série d’atteintes aux droits humains ».